# Allan Meltzer
Allan Harold Meltzer (ur. 6 lutego 1928 w Bostonie, zm. 8 maja 2017 w Pittsburghu) – amerykański ekonomista, monetarysta i specjalista od polityki pieniężnej. Opublikował między innymi monografię na temat historii Systemu Rezerwy Federalnej Stanów Zjednoczonych.
Doktorat obronił na University of California, Los Angeles w 1958 roku. Był profesorem ekonomii na Carnegie Mellon University w Pittsburghu.

## Wybrane publikacje
- A History of the Federal Reserve, Volume 1:1913-1951 (2003) ISBN 0-226-51999-6